# Parlamento de Nueva Zelanda
El Parlamento de Nueva Zelanda (oficialmente New Zealand Parliament en inglés y Pāremata Aotearoa en maorí) es el órgano legislativo de dicho estado oceánico. Según la Ley de Constitución de 1986, está formado por la Monarquía —representada por el gobernador general— y por la Cámara de Representantes, la cual es comúnmente llamada «Parlamento». Se trata de una asamblea unicameral de 120 diputados, si bien en algunas legislaturas el número de escaños es mayor, que son elegidos por sufragio universal directo mediante un sistema de representación proporcional mixta; 70 diputados son elegidos en distritos uninominales y el resto en listas presentadas por los partidos en una circunscripción única a nivel nacional. La sede del Parlamento de Nueva Zelanda está en la capital de país, Wellington.
La primera sesión del Parlamento de Nueva Zelanda, que hasta 1986 fue la Asamblea General, tuvo lugar el 24 de mayo de 1854 como resultado del Acta de Constitución de Nueva Zelanda (1852), que dotó de autonomía política a la entonces colonia británica. Este régimen se mantuvo, con diferentes modificaciones, hasta 1947, cuando el Parlamento obtuvo el control total de todos los asuntos que concernían al país. Cabe añadir que fue bicameral hasta el año 1951, dado que existía una cámara alta denominada el Consejo Legislativo (New Zeland Legislative Council) siguiendo el modelo de la Cámara de los Lores.
Nueva Zelanda es una democracia parlamentaria basada, como la mayoría de países anglosajones, en el sistema Westminster. El partido o coalición que tiene la mayoría de los escaños es el que forma gobierno, pero también se puede formar un gobierno en minoría con el apoyo parlamentario de otros partidos aunque no formen parte del ejecutivo. La Cámara de Representantes elige de entre sus miembros al primer ministro, generalmente el líder del partido o coalición mayoritarios. Este preside el gabinete que está formado por él y sus ministros, nombrados por el Gobernador General a propuesta del Jefe de Gobierno, y es además el órgano que dirige la acción política.
Las últimas elecciones tuvieron lugar el 14 de octubre de 2023 y dieron paso a la LIV Legislatura. Esta es la composición de la Cámara de Representantes:
| Cámara de Representantes de Nueva Zelanda LIV Legislatura (2023-) |                                                                      |         |           |       |
|                                                                   | Partido                                                              | Escaños | Votos     | %     |
|                                                                   | New Zealand National Party (Partido Nacional de Nueva Zelanda)       | 49/120  | 1 085 851 | 38,08 |
|                                                                   | New Zealand Labour Party (Partido Laborista de Nueva Zelanda)        | 34/120  | 767 540   | 26,92 |
|                                                                   | Green Party of Aorearoa New Zealand (Partido Verde de Nueva Zelanda) | 15/120  | 330 907   | 11,61 |
|                                                                   | ACT New Zealand (ACT Nueva Zelanda)                                  | 11/120  | 246 473   | 8,64  |
|                                                                   | New Zealand First (Nueva Zelanda Primero)                            | 8/120   | 173 553   | 6,09  |
|                                                                   | Māori Party (Partido Maorí)                                          | 6/120   | 87 844    | 2,22  |
|                                                                   |                                                                      |         |           |       |

## Histórico de resultados y distribución de escaños
| 34   | 46   |
| NZLP | NZNP |

| 35   | 45   |
| NZLP | NZNP |

| 1  | 35   | 44   |
| SC | NZLP | NZNP |

| 39   | 45   |
| NZLP | NZNP |

| 55   | 32   |
| NZLP | NZNP |

| 32   | 55   |
| NZLP | NZNP |

| 1  | 40   | 51   |
| SC | NZLP | NZNP |

| 2  | 43   | 47   |
| SC | NZLP | NZNP |

| 2  | 56   | 37   |
| SC | NZLP | NZNP |

| 57   | 40   |
| NZLP | NZNP |

| 1 | 29   | 67   |
| N | NZLP | NZNP |

| 2 | 45   | 50   | 2   |
| A | NZLP | NZNP | NZF |

| 13 | 37   | 44   | 8   | 17  |
| A  | NZLP | NZNP | ACT | NZF |

| 7  | 10 | 49   | 39   | 9   | 5   |
| GP | A  | NZLP | NZNP | ACT | NZF |

| 9  | 52   | 8  | 27   | 9   | 13  |
| GP | NZLP | UF | NZNP | ACT | NZF |

| 4  | 6  | 50   | 3  | 31   | 2   | 7   |
| MP | GP | NZLP | UF | NZNP | ACT | NZF |

| 5  | 9  | 43   | 58   | 5   |
| MP | GP | NZLP | NZNP | ACT |

| 3  | 14 | 34   | 1  | 42   | 1   | 8   |
| MP | GP | NZLP | UF | NZNP | ACT | NZF |

| 2  | 14 | 32   | 1  | 60   | 1   | 11  |
| MP | GP | NZLP | UF | NZNP | ACT | NZF |

| 8  | 46   | 56   | 1   | 9   |
| GP | NZLP | NZNP | ACT | NZF |

| 2  | 10 | 65   | 33   | 10  |
| MP | GP | NZLP | NZNP | ACT |

| 6  | 15 | 34   | 48   | 11  | 8   |
| MP | GP | NZLP | NZNP | ACT | NZF |